# Cinachyrella novaezealandiae
Cinachyrella novaezealandiae är en svampdjursart som först beskrevs av Brøndsted 1924.  Cinachyrella novaezealandiae ingår i släktet Cinachyrella och familjen Tetillidae. Inga underarter finns listade i Catalogue of Life.